# John Henry Taylor
Pour les articles homonymes, voir John Taylor et Taylor.
John Henry Taylor, né à Devon le 19 mars 1871 et mort le 10 février 1963, est un golfeur professionnel anglais. Membre du premier triumvirat du golf en compagnie de James Braid et Harry Vardon, il a remporté à cinq reprises l'Open britannique (1894, 1895, 1900, 1909, 1913) et devient l'un des pionniers du golf moderne. Il est également architecte de parcours de golf.

## Biographie
Né à Devon, John Henry Taylor est orphelin très tôt. À l'âge de onze ans, il travaille en tant que caddie au Royal North Devon Golf Club.
Il devient professionnel à 19 ans et remporte son premier Open britannique à 23 ans en 1894.
Membre du premier triumvirat avec James Braid et Harry Vardon, il remporte à quatre autres reprises l'Open britannique (1895, 1900, 1909 et 1913) et termine second de l'Open américain en 1900. Il fait de nombreuses tournées aux États-Unis et créé en Angleterre la première association de golfeurs professionnels. En 1933, il est le capitaine de l'équipe de Grande-Bretagne victorieuse de la Ryder Cup.
Il construit également des parcours de golf en y étant leur architecte tels que le Andover Golf Club en 1907 ou Heaton Park Golf Course en 1912. membre honoraire du Royal and Ancient Golf Club of St Andrews en 1949 et président du Royal Birkdale Golf Club dont il refait le design en 1957.
Il meurt le 10 février 1963 après être retourné dans sa ville natale.

## Palmarès
- Vainqueur de l'Open britannique : 1894, 1895, 1900, 1909 et 1913.
- Vainqueur de l'Open de France : 1908 et 1909.
- Vainqueur de l'Open d'Allemagne : 1912.
- Vainqueur de l'Open des Pays-Bas : 1929.